# Бромсилан
Бромсилан — неорганическое соединение,
бромпроизводное моносилана с формулой SiH3Br,
бесцветный газ,
самовоспламеняется на воздухе.

## Получение
- При реакции брома и моносилана при -80°С образуются смесь бромпроизводных силана, которые разделяют фракционной перегонкой.
- Реакция бромистого водорода и моносилана в присутствии катализатора:

{\displaystyle {\mathsf {SiH_{4}+HBr\ {\xrightarrow {AlBr_{3},100-200^{o}C}}\ SiH_{3}Br+H_{2}}}}
- Реакция фенилсилана и бромистого водорода:

{\displaystyle {\mathsf {C_{6}H_{5}SiH_{3}+HBr\ {\xrightarrow {-78^{o}C}}\ SiH_{3}Br+C_{6}H_{6}}}}

## Физические свойства
Бромсилан образует бесцветный газ, который
самовоспламеняется на воздухе.

## Химические свойства
- Реагирует с водой с образованием смеси полисилоксанов.